# Gasterophilus nasalis
Gasterophilus nasalis is een vliegensoort uit de familie van de horzels (Oestridae). De wetenschappelijke naam is gepubliceerd in 1758 door Linnaeus in de tiende editie van Systema naturae.